# Phthonosema ijimai
Phthonosema ijimai là một loài bướm đêm trong họ Geometridae.